# Serpowka (Kursk)
Serpowka (russisch Серповка) ist ein Dorf (derewnja) in der Oblast Kursk in Russland. Es gehört zum Rajon Gluschkowo und zur Landgemeinde (selskoje posselenije) Kobylski selsowjet.

## Geographie
Der Ort liegt gut 113 km Luftlinie südwestlich des Oblastverwaltungszentrums Kursk im südwestlichen Teil der Mittelrussischen Platte, 6 km südöstlich des Rajonverwaltungszentrums Gluschkowo, 2,5 km vom Sitz des Dorfsowjet – Kobylki, 9 km von der Grenze zwischen Russland und der Ukraine, am Fluss Seim.

### Klima
Das Klima im Ort ist wie im Rest des Rajons kalt und gemäßigt. Es gibt während des Jahres eine erhebliche Niederschlagsmenge. Dfb lautet die Klassifikation des Klimas nach Köppen und Geiger.

## Bevölkerungsentwicklung
| Jahr | Einwohner |
| ---- | --------- |
| 2002 | 146       |
| 2010 | 95        |

Anmerkung: Volkszählungsdaten

## Verkehr
Serpowka liegt 5 km von der Straße regionaler Bedeutung 38K-040 (Chomutowka – Rylsk – Gluschkowo – Tjotkino – Grenze zur Ukraine), 12,5 km von der Straße 38K-006 (Korenewo – Troizkoje), 1 km von der Straße 38K-007 (38K-006 – Gluschkowo), an der Straße interkommunaler Bedeutung 38N-156 (38K-007 – Kobylki – Serpowka) und 4 km vom nächsten Bahnhof Gluschkowo (Eisenbahnstrecke 322 km – Lgow-Kijewskij) entfernt.
Der Ort liegt 152 km vom internationalen Flughafen von Belgorod entfernt.